# Energiministre fra Danmark
Energiministre fra Danmark
| Periode                        | Minister               | Parti                       |
| ------------------------------ | ---------------------- | --------------------------- |
| 1993-1994                      | Jann Sjursen           | Kristeligt Folkeparti       |
| 1990-1993                      | Anne Birgitte Lundholt | Det Konservative Folkeparti |
| 3. juni 1988-18. december 1990 | Jens Bilgrav-Nielsen   | Det Radikale Venstre        |
| 1986-1988                      | Svend Erik Hovmand     | Venstre                     |
| 1982-1986                      | Knud Enggaard          | Venstre                     |
| 1979-1982                      | Poul Nielson           | Socialdemokratiet           |

Energiministeriet blev siden lagt sammen med miljøministeriet. I dag er energiministerposten dækket af Klima- og energiministerposten.